# Alexios Schandermani

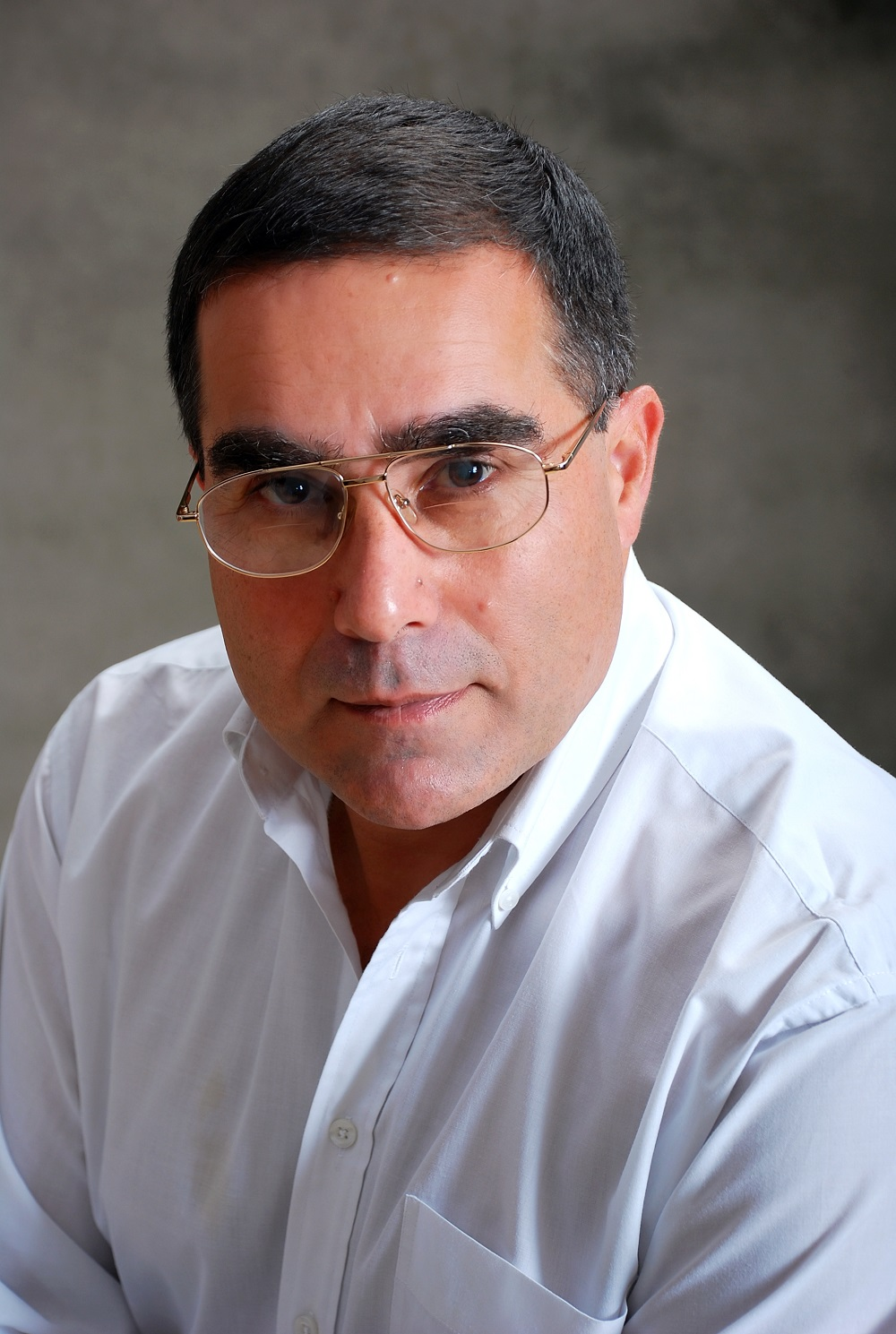
Alexios Schandermani

Alexios Schandermani (* 25. Oktober 1953 in Teheran) ist ein iranischer Autor.

## Leben
Alexios Schandermani ist in Teheran, Iran geboren. Sein Vater Akbar Schandermani war ein linker Politiker. 1953 stürzte CIA iranische Regierung und brachte Schah Mohammad Reza Pahlavi an die Macht. Sein Vater wurde verhaftet und zum Tod verurteilt. Aber es gelang ihm aus dem Gefängnis zu fliehen und in die UdSSR zu fahren, wo ihm politisches Asyl gewährt wurde. 1961 emigrierte Alexios Schandermani mit seiner Mutter in die UdSSR, wo die Familie vereinigt wurde. Im selben Jahr begann er seine Schulausbildung in Moskau. Vier Jahre später wurde er zum internationalen Schulinternat Interdom in Iwanowo geschickt. 1971 schloss er seine Schulausbildung ab. Von 1974 bis 1978 studierte er an der Pädagogischen Hochschule in Tadschikistan. 1979 nach dem Stürz vom Schah kehrte er in den Iran zurück aber er wurde im Flughafen Mehrabad in Teheran verhaftet und nach 4 Tagen aus dem Iran nach West-Berlin abgeschoben, wo er bei den deutschen Behörden politisches Asyl beantragt habe. Von 1983 bis 1991 hat er an der Freien Universität Berlin Slawistik studiert.
1995 wurde Alexios Schandermani im Krisengebiet des Tschetschenien-Konflikts eingesetzt, dies war eingebunden in eine Projektdelegation des Internationalen Komitees vom Roten Kreuz IKRK. Dabei nahm er zunächst die Funktion eines Übersetzers wahr. Später war er für die Trinkwasserversorgung der Stadt Grosny zuständig und versorgte tschetschenische Krankenhäuser in den Bergen mit Medikamenten. Der Transport von Verwundeten gehörte ebenso zu seinem Einsatzbereich wie die Registrierung von Kriegsgefangenen und der Gefangenenaustausch. So stellte er den Kontakt mit tschetschenischem Rebellenführer Aslan Maschadov her und verhandelte mit ihm den Gefangenenaustausch. Dabei könnte er neben seinen russischen Sprachkenntnissen das aus seiner iranischen Herkunft resultierende erforderliche kulturelle und politische Basiswissen konstruktiv nutzen. Er beschrieb seine Tätigkeit in seinem Buch Mission in Chechnya.
1996 übte er die Tätigkeit eines Übersetzers in Afghanistan aus. Bei diesem Einsatz handelte es sich ebenfalls um eine Projektdelegation des Internationalen Komitees vom Roten Kreuz IKRK. Auch während seiner Tätigkeit in Afghanistan leistete er mehr als die bloße Sprachübermittlung. Genau so wie in Tschetschenien auch in Afghanistan der Transport von Verwundeten gehörte ebenso zu seinem Einsatzbereich wie die Registrierung von Kriegsgefangenen und der Gefangenenaustausch. Im Jahr 2002 arbeitete er für die Deutsche Welthungerhilfe in der nordafghanischen Stadt Masar-e Scharif. 
2009 nahm er an der Europäischen Festival der russischen Sprache in St. Petersburg teil. Von 35000 Teilnehmern wurden 500 ausgewählt und nach St. Petersburg eingeladen, wo sie in einer Finalrunde ihre Sprachkompetenz unter Beweis stellen könnten. Alexios Schandermani sicherte sich den zweiten Platz. 
2011 nahm er an Liederwettbewerb der im Rahmen des Internationalen Festivals der russischen Sprache in St. Petersburg stattfand teil. Von 65000 Teilnehmern wurden 600 ausgewählt und nach St. Petersburg eingeladen, wo er mit seinem selbst komponiertem Lied Love story einen Platz im Finale sicherte.
Am 25. Oktober 2013 mit seinem Lied Peace wurde er einer der Gewinner des Wettbewerbs Chaika, der dem 50. Jahrestag des Fluges der ersten Frau ins Aal Walentina Tereschkowa gewidmet wurde.
Am 25. Oktober 2013 veröffentlichte er in New York sein Musik Album Hello New York mit 33 selbst komponierten Liedern in Englisch, Russisch, Deutsch und Persisch.
Im Jahr 2015 wurde er einer der Gewinner des sechsten internationalen Fotowettbewerbs „Aus der Sicht eines Ausländers“(russ. „Wsgljad inostranza“), der von der Bibliothek des Präsidenten B. N. Jelzin St. Petersburg initiiert wurde.
Am 25. Oktober 2018 veröffentlichte er in New York sein Musik-Album Persian Gypsy mit 11 selbst komponierten Liedern in Englisch, Russisch, Deutsch und Persisch.
Seit Oktober 2018 ist er Mitglied der amerikanischen Verwertungsgesellschaft für Musik-Produkte ASCAP(American Society of Composers, Authors and Publishers).

## Auszeichnung
Medaille „Русское Слово“ (deutsch „Russisches Wort“), St. Petersburg, 2009 

## Veröffentlichungen
- Mission in Chechnya / Nova Science Publishers. New York 2002. ISBN 1-59033-369-1
- Afghanistan Issues: Security, Narcotics and Political Currents, Mitverfasser, Kapitel One Euro Spy, Nova Science Publishers. New York 2007. ISBN 1-60021-587-4
- Gedichte in: Jahrbuch für das neue Gedicht, Brentano - Gesellschaft, Frankfurt/M. 2004. 2005. 2007. 2008. 2009. 2010. 2011. 2012. 2013. ISBN 978-3-933800-28-2
- Hello New York, Musik Album, 33 selbst komponierte Lieder und Melodien, Sweet Sound Studios. New York City, USA. 25. Oktober, 2013 ISRC: 888174333892
- Aus der Sicht eines Ausländers. Fotoalbum des sechsten internationalen Fotowettbewerbs. Die Bibliothek des Präsidenten B. N. Jelzin, St. Petersburg, Russland 2016, Seite 80. ISBN 978-5-905273-80-3
- Persian Gypsy, Musik Album, 11 selbst komponierte Lieder und Melodien, Mercy Sound Studios. New York City, USA. 25 Oktober, 2018 ISRC: 193428111332